# Hadji Dimitar
Dimitar Nikolov Asenov (en bulgare : Димитър Николов Асенов), né le 10 mai 1840 et mort le 10 août 1868, plus connu sous le nom de Hadji Dimitar (en bulgare : Хаджи Димитър), est l'un des plus importants voïvodes bulgares, ainsi qu'un révolutionnaire combattant l’oppression ottomane.

## Biographie

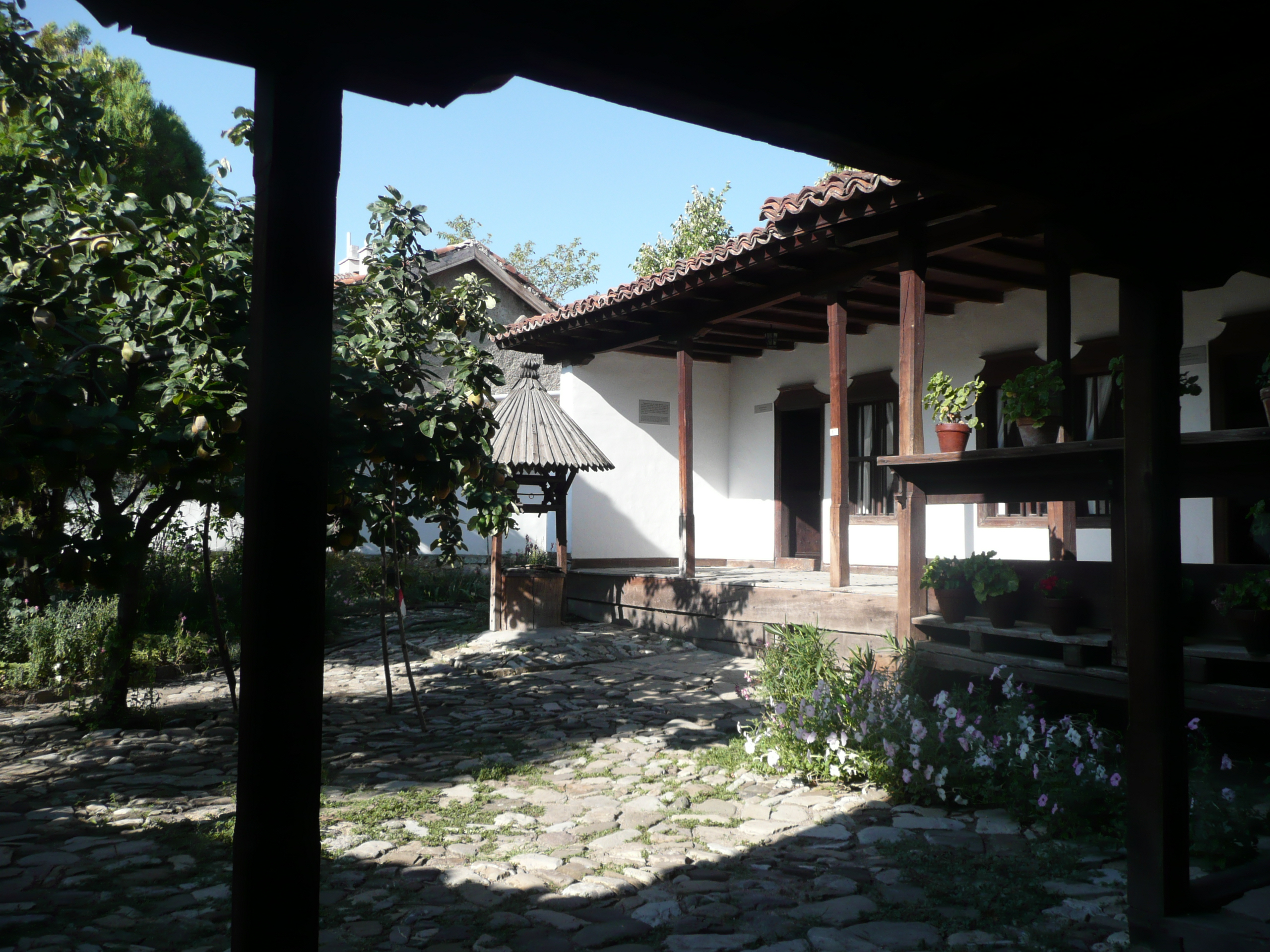
La maison de Hadji Dimitar à Sliven.

### Premiers pas
Dimitar Nikolov Asenov nait à Sliven dans une famille marchande. Son père est Nikola Asenov, sa mère Marinka Asenova. Âgé de 2 ans sa famille l’emmène en pèlerinage à Jérusalem. C’est pour cette raison qu’on le surnomme « hadji » (titre aussi octroyé aux chrétiens orthodoxes de l'Est ayant fait le pèlerinage à Jérusalem).
Durant le complot de Hadji Stavri de 1862, Hadji Dimitar erre à travers les Balkans avec une bande de révolutionnaires.

### Débuts révolutionnaires
Il rejoint la bande de Stoyan Voivoda en 1864 comme porteur de drapeau. La bande est composée de 12 hommes et a été formée après le meurtre de l’évêque grec de Veliko Tarnovo. Mais la bande coupée dans son élan ne rejoint pas la ville et est dissoute par son leader. Hadji Dimitar en prend les commandes et part en direction des Balkans dans la région de Sliven puis au mois d’aout en Roumanie.  
Le 21 mai 1865 une nouvelle troupe (чета, tcheta) de maquisards est formée avec le concours de Georgi Sava Rakovski. Hadji Dimitar en fait partie. La bande regroupe des révolutionnaires tels que Stefan Karadja, Yurdan Yurdanov, Petar Shivarov et Todor Shivarov.  La bande traverse le Danube près de Silistra le 13 juin de la même année et prend la direction des montagnes près de Kotel à travers la Ludogorié (actuelles oblasti de Razgrad, la moitié nord de celle de Choumen et la partie orientale de celle de Roussé). À cette époque la bande est très active dans les régions de  Tvarditsa, Karlovo et Gabrovo jusqu’en 1865 date à laquelle la bande retourne en Roumanie.  
En 1866 Hadji Dimitar, accompagné de Dyado Zhelyo et Stefan Karadja ainsi qu’une bande de vingt volontaires armées, retourne en Bulgarie en traversant le Danube. La bande, divisée en trois factions séparées est très active durant tout l’automne de cette année. Ils retournent ensuite se cacher en Roumanie. 

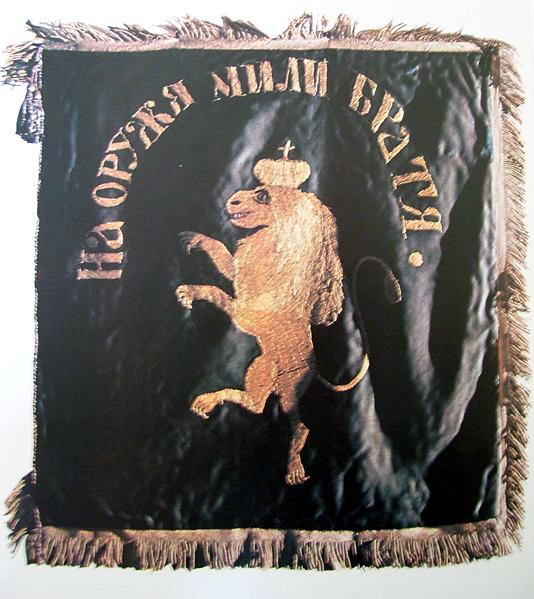
Étendard de la bande de Dimitar et Karadja (en bulgare : « Prenez les armes mes chers frères »).

### La bande de Hadji Dimitar et Stefan Karadja
Leur bande   est établie en Roumanie en 1868. Elle est formée essentiellement d’anciens participants de la malheureuse Légion Bulgare formée à Belgrade. La bande de Hadji Dimitar traverse le Danube à Vardim dans un bateau à voile le 5 juillet 1868. La bataille s’engage rapidement avec les troupes de l’Empire ottoman les ayant repérés. Fort de mille hommes le régiment turc chasse la bande de Dimitar mais n’arrive pas à les rattraper. La bande a rejoint Gorna-Lipitsa. Le 7 juillet les affrontements reprennent. En ce jour la troupe de Dimitar et Stefan aurait infligé de sérieux dégâts aux troupes ottomanes. Les affrontements se poursuivent jusqu’à Vitoshgrad le 8 juillet 1868. Le 9 juillet la bataille se révèle néanmoins sanglante pour les Bulgares. Karadja est blessé et capturé par les Turcs (qui le condamnent à mort peu après), la troupe est défaite. Les cinquante-huit membres restant fuient vers les Balkans, dirigés par Hadji Dimitar, mais ils y sont débusqués et encore une fois défaits au pic de Bouzloudja le 18 juillet. 

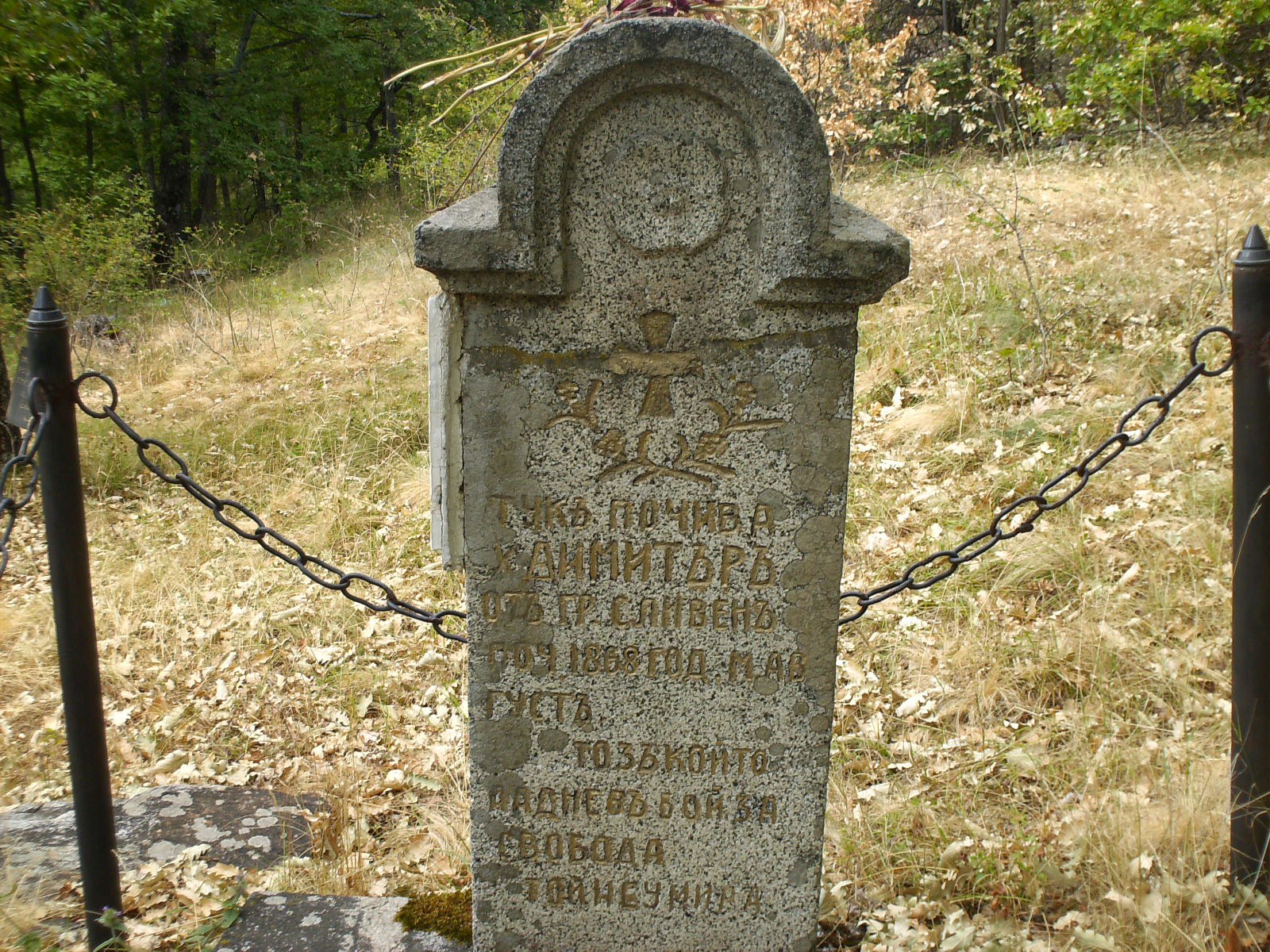
La seule tombe connue de Hadji Dimitar Asenov près du mont Kadrafill.

### Mort
Dimitar est grièvement blessé lors des combats. Quelques-uns des survivants le portent jusqu’au village de Svejen à trois kilomètres de là, où ils reçoivent l’appui des locaux qui leur apportent des vivres. Selon les historiens, Hadji Dimitar meurt le 10 août des suites de ses blessures . Il a 28 ans. Il est d’abord enterré sur place près du Mont Kadrafill.
Le 6 novembre 1880 il est exhumé puis enterré à nouveau dans le jardin de l’église Saint-Pierre-et-Saint-Paul du village de Svejen. La messe est dite par l'évêque de Plovdiv, Gervassius de Levki, qui fait de Hadji Dimitar un martyr. 
Deux ans plus tard il est à nouveau exhumé sur demande de sa mère qui emmène ses restes dans sa ville de naissance Sliven. Sa mort a inspiré au poète Khristo Botev le poème éponyme Hadji Dimitar :
Là-bas dans le Balkan, il est toujours vivant.

Mais il gît et gémit, il est couvert de sang 

Sa poitrine est percée d'une affreuse blessure.

Frappé dans sa jeunesse, il vit, notre héros.

## Postérité
Considéré comme un héros des débuts de la révolution bulgare, Hadji Dimitar est un personnage important du folklore local. 
- Un buste est érigé en son honneur dans la municipalité de Sliven.
- Sa maison de Sliven a été transformée en musée[9].
- Il existe en Bulgarie de nombreuses écoles portant son nom[10].
- Sa mort a inspiré au poète Hristo Botev le poème Hadji Dimitar[11].

Krusty Asenov (1877-1903) est le neveu de Hadji Dimitar.

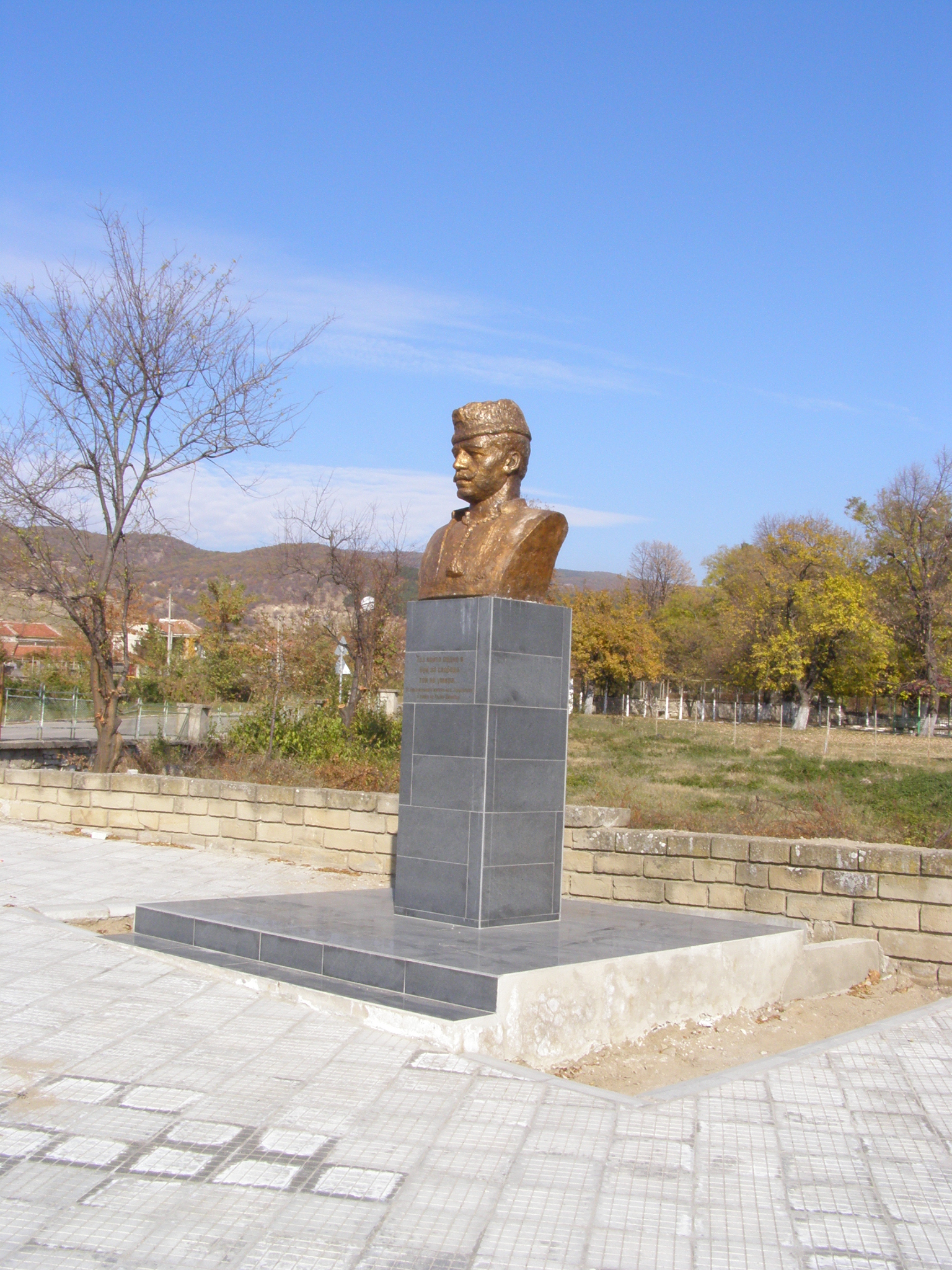
Le buste de Dimitar dans la municipalité de Sliven.